# Страшнов, Дмитрий Евгеньевич
Дмитрий Евгеньевич Страшнов (род. 31 мая 1967 года, Москва, РСФСР, СССР) — российский предприниматель и управленец. Работал Генеральным директором ФГУП «Почта России» (19 апреля 2013 — 30 июня 2017 года). С ноября 2017 года — операционный директор группы «Еврохим», с 1 июля  2018 года — главный исполнительный директор.

## Ранние годы
Родился 31 мая 1967 года в Москве. В 1984 году окончил среднюю школу №831 (сейчас школа №1515) в г. Москве.
В 1991 году с отличием окончил Московский государственный технический университет им. Н. Э. Баумана. В 1999 году получил степень MBA в бизнес-школе INSEAD (Франция).
В 1991—1992 годах работал менеджером в совместном российско-германском предприятии «Аквариус Системс Интеграл», занимающимся изготовлением компьютеров.
В 1992—1994 годах руководил собственным бизнесом в сфере графического дизайна, возглавляя собственную компанию «Дистрайд».

## Работа в Electrolux
В 1994 году был назначен руководителем российского подразделения Electrolux Home Appliances. Отвечал за продвижение и развитие брендов Electrolux, Zanussi, AEG, которые впоследствии стали одними из самых популярных у россиян.

## Работа в Philips Royal Electronics
В 2000 году назначен генеральным директором Philips Consumer Electronics в России. Страшнов пришел на фоне кризиса 1998 года, когда компании пришлось списать все инвестиции, вложенные в строительство крупнейшего телевизионного завода в Воронеже, закрыв проект. За период управления компанией доля Phillips на российском рынке бытовой электроники увеличилась с 4 до 15%. Была запущена сборка телевизоров в СЭЗ (свободная экономическая зона) Калининградской области c целью оптимизации таможенных расходов и снижения логистических затрат. 70% ТВ-устройств Philips, продающихся в стране, были собраны в РФ.  
В 2007 году Royal Philips Electronics первым из крупных производителей электроники перешел на прямой импорт, позволивший федеральной таможенной службе снизить долю нелегально ввозимой в Россию продукции.  
В 2008 году Страшнов был назначен вице-президентом и генеральным директором Philips Consumer Lifestyle.  

## Работа в Tele 2
В апреле 2009 года назначен операционным директором, а в июле 2009 занял пост президента и генерального директора Tele2 Россия. Вошёл в менеджмент-борд Теле 2 АВ в качестве исполнительного вице-президента группы. За время его управления компанией число абонентов Tele2 в России выросло более чем вдвое – с 10 млн до 22,5 млн, а годовая выручка российского подразделения – с 25 млрд руб. до 52 млрд руб. В 2012 году доля “Tele 2 Россия” составляла около 30% в бизнесе группы, при этом российское подразделение приносило более 45% общей EBITDA Теле2 AB.
Страшнов активно лоббировал внедрение принципа технологической нейтральности и возможность переноса мобильных номеров. В конце 2013 года был принят закон о технологической нейтральности, а также было отменено “мобильное рабство”.  
31 декабря 2012 года Страшнов покинул Теле 2 AB. Причиной называют  возможный конфликт интересов: на фоне подготовки сделки о слиянии Tele2  и Ростелекома в СМИ появилась информация со ссылкой на источники в правительстве о возможном назначении Страшнова следующим главой Ростелекома.

## Во главе «Почты России»
19 апреля 2013 года назначен генеральным директором ФГУП «Почта России», когда в аэропортах Москвы скопилось 500 тонн входящей необработанной почты. За два месяца новой команде удалось наладить логистику и восстановить международный почтовый обмен, благодаря тесному сотрудничеству с ФТС. Больше подобных кризисов в «Почте России» не происходило, даже несмотря на десятикратный рост международных отправлений с 2013 по 2017 год.
С 2013—2017 год «Почта России» наладила партнёрство с ведущими мировыми почтовыми операторами, такими как Deutsche Post, «Почта Китая», Japan Post и т. д.
С 2015 по 2017 год более чем в два раза были сокращены потери, которые «Почта России» несла из-за неоплаченной корреспонденции — так называемой «серой почты».
В связи с ростом электронной торговли между Китаем и Россией, был запущен почтовый поезд Москва-Пекин и приобретены грузовые самолеты. В 2013 году во Внуково был запущен самый большой в Европе почтовый логистический центр , в 2016 году был построен логистический центр в Казани.
С 2013 по 2017 год «Почта России» дважды повысила зарплату линейным сотрудникам. Средняя заработная плата выросла на 36 % — с 15,3 тыс. до 20,9 тыс. рублей.Оклад Страшнова в 2013 году составил 230 тыс. рублей в месяц без учёта надбавки за допуск к секретным сведениям, что составляет ещё 50 % от ежемесячного оклада.
C 2014 года Правительство РФ отменило субсидирование подписки и выпадающего дохода от предоставления почтовых услуг (убыточных для «Почты России») по тарифам, регулируемым государством. При этом «Почта России» осталась прибыльной без госдотаций в том числе за счет перехода на рыночные тарифы в коммерческих сегментах: посылки, подписка, аренда почтовых абонементных ящиков и т. д.
В 2016 году совместно с группой ВТБ был создан «Почта Банк». После многократных попыток, которые предпринимались ещё с 1990-х гг., «Почта России» успешно запустила проект банковской сети на базе своих отделений при непосредственном участии заместителя Страшнова Галактионовой Инессы. В январе 2016 года Страшнов вошёл в состав наблюдательного совета ПАО «Почта Банк».

### Расследование по фактам выплаты многомиллионной премии
В конце ноября 2016 года в отношении Страшнова начата доследственная проверка по факту начисления и выплаты ему в 2014 году бонуса-вознаграждения в размере 95,4 млн рублей. По оценке Генпрокуратуры, премия Страшнова должна была составлять 3,2 млн руб. Ведомство полагало, что выплата гендиректору бонуса по результатам финансовой деятельности «Почты России» нанесла существенный вред государственному унитарному предприятию. По версии прокуратуры в 2014 году «Почта России» получила убыток на 4 млрд рублей. Прибыль в 1,4 млрд рублей получилась благодаря тому, что «Почта России» в 2014 году получила из федерального бюджета целевой финансирование в размере 5,4 млрд рублей. Генпрокуратура направила материалы проверки в отношении двух директоров департаментов Минкомсвязи России, принимавших решение о выплате премии, в Следственный комитет РФ для оценки наличия признаков преступления. Страшнов в комментарии СМИ заявил: «Во всех действиях, связанных с расчетом вознаграждения, и „Почта России“, и министерство связи руководствовались только законными актами. Эти акты применимы для всех госкомпаний.» Минкомсвязь обратила внимание на некорректность расчётов Генпрокуратуры в отношении премии главы «Почты России». В феврале 2017 года глава Минкомсвязи России Николай Никифоров заявил, что Страшнов работает эффективно, а само предприятие развивается энергично. Вице-премьер Дворкович сообщил, что премия главе «Почты России» была начислена в рамках закона.
22 февраля 2017 Генпрокуратура потребовала от Следственного комитета Российской Федерации возбудить уголовное дело против руководства «Почты России». По мнению надзорного ведомства Страшнов, будучи единоличным руководителем с персональной ответственностью и зная о поступлениях в 2014—2015 годах из федерального бюджета целевого финансирования на сумму 6,462 млрд рублей, вопреки законным интересам «Почты России» премировал своих заместителей на общую сумму 269,3 млн рублей.
15 марта 2017 года Следственный комитет Российской Федерации возбудил уголовное дело в отношении главы департамента Минкомсвязи России Ирины Лаптевой по фактам незаконной выплаты Страшнову зарплаты и премий в соответствующих размерах. В рамках этого дела 95 млн рублей премии на счетах Страшнова были арестованы судом, но в январе 2018 года возвращены Страшнову. Спустя полгода после ухода Страшнова из «Почты России» дело против Лаптевой было прекращено в связи с отсутствием состава преступления.
24 июля 2019 года Lenta.ru ссылаясь на анонимный Telegram-канал, сообщила о том, что Следственный комитет начал новую проверку о выплате премий заместителям Страшнова.

### Уход из «Почты России»
30 июня 2017 года покинул пост генерального директора «Почты России» по истечении срока контракта. 19 июля 2017 года премьер-министр России Дмитрий Медведев наградил почётной грамотой правительства РФ Дмитрия Страшнова «за достигнутые трудовые успехи и большой вклад в развитие почтовой связи».
В сентябре 2017 года вошёл в состав директоров российского медиахолдинга «РБК».

## Еврохим
С ноября 2017 года стал операционным директором группы «Еврохим», одного из крупнейших производителей удобрений в мире; активы компании расположены в России, Китае, Бельгии, Литве и других странах. Страшнов отвечал за оперативное управление глобальным бизнесом и работал в Швейцарии.
С 1 июля 2018 года назначен главным исполнительным директором EuroChem Group AG («Еврохим»).
24 сентября 2018 года покинул группу «Еврохим» в связи с личными обстоятельствами.